# Adelbert Heinrich von Baudissin

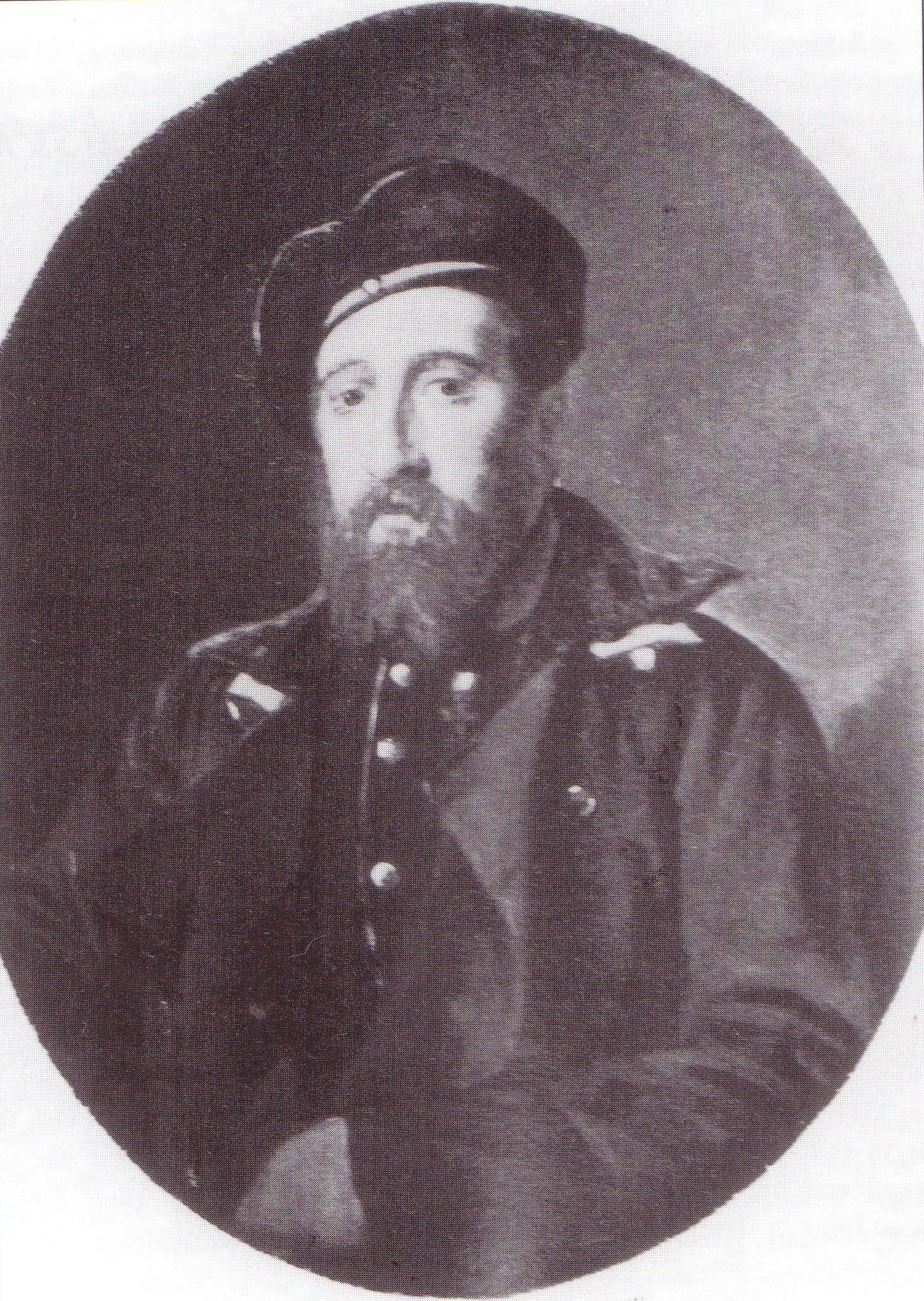
Adelbert von Baudissin

Adelbert Heinrich Graf von Baudissin (* 25. Januar 1820 in Horsens, Jütland; † 28. März 1871 in Wiesbaden) war ein deutscher Schriftsteller.

## Leben

### Herkunft
Baudissin gehörte zu dem ursprünglich aus der Oberlausitz stammenden, im Dreißigjährigen Krieg nach Schleswig-Holstein gekommenen Adelsgeschlecht Baudissin. Er war das siebte von 13 Kindern aus der Ehe von Graf Christian Karl von Baudissin (1790–1868) und seiner Frau Magdalene geb. Kunninger (1788–1864). Die Schriftstellerin Caroline Adelheid Cornelia von Baudissin war seine Großmutter.

### Laufbahn
Er besuchte die Domschule Schleswig und studierte ab 1837 Bergbau und Gesteinshüttenkunde an der Bergakademie Freiberg. Dort wurde er 1838 Mitglied des von Jenenser Franken neu gestifteten Corps Franconia Fribergensis.
Nach dem Studium ging er nach Österreich. Nach seinem Dienst in der Schleswig-Holsteinischen Armee wurde er Deichgraf. Er betätigte sich erfolgreich als Romancier und Novellist. So schrieb er mehrere Schriften über Schleswig-Holstein, z. B. Geschichte des schleswig-holsteinischen Kriegs (Hannover 1862), sowie historische Romane wie Christian VII. und sein Hof, Philippine Welser. Seine novellistischen Arbeiten erheben sich jedoch nur stellenweise über das Niveau gewöhnlicher Unterhaltungslektüre.
Nach dem dänischen Sieg ging er 1852 als Forty-Eighter in die Vereinigten Staaten, wo er sich im Gebiet des Bundesstaates Missouri um die Stärkung deutscher Auswanderergemeinden bemühte. Immer wieder wird er als Gründer bzw. Mitgründer der „Stadt Heilbrunn“ erwähnt, die jedoch nie wirklich florierte und von deren einstiger Existenz nur noch wenige Ruinen im Callaway County zeugen. Er war beteiligt an der Herausgabe der Zeitschrift Der Courier im Städtchen Washington/Missouri. Nach seiner Rückkehr nach Deutschland veröffentlichte Baudissin seine teils sehr kritischen Eindrücke vom Leben in Amerika in Peter Tütt: Zustände in Amerika (Altona, 1862), einem Bericht aus der Perspektive des fiktiven Einwanderers Peter Tütt, und in Der Ansiedler im Missouri-Staat (Iserlohn, 1864).
1862 kehrte er nach Deutschland zurück. Er wohnte zuerst in Altona. 1865 wurde er Deichinspektor an der Westküste und unternahm 1866 im Interesse des Dünen- und Deichwesens eine Reise nach Holland. Daneben entwarf er einen Plan zur Verbindung der Insel Rømø mit dem Festland, um einen Hafen für den geplanten Nord-Ostsee-Kanal zu gewinnen.
Während des Deutsch-Französischen Kriegs verbrachte er acht Monate als Berichterstatter auf dem Kriegsschauplatz. Er erkrankte auf der Rückreise nach Wiesbaden, wo er starb.

### Familie
1844 heiratete er in Gmunden Pauline geb. von Gersdorff. Die Ehe wurde schon 1845 wieder geschieden.

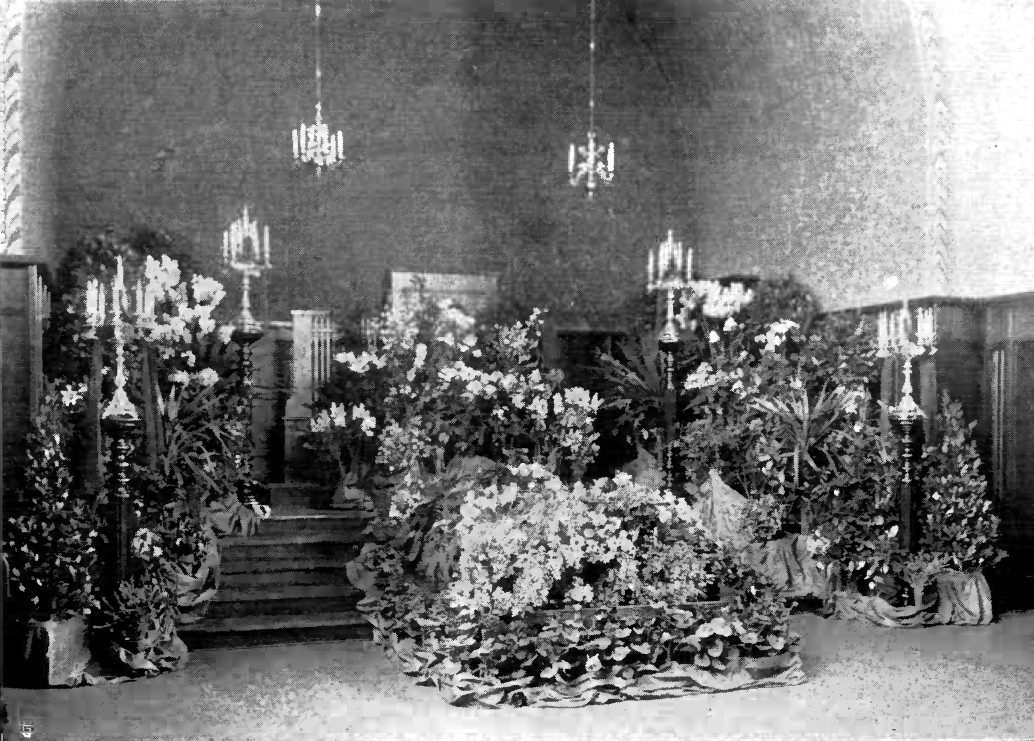
Der Sarg der Gräfin in der Einsegnungshalle des Krematoriums

Am 18. Juni 1852 heiratete er in New York City Louisa del Strother (* 29. Juli 1830 in Kingston upon Hull; † 11. Mai 1910 in Lübeck). Am 17. Mai wurde sie als erste Person im neuen staatlichen Krematorium des Vorwerker Friedhofs eingeäschert.
Aus der zweiten Ehe gingen folgende Kinder hervor:
- Rosa (* 1855)
- Walther (1857–1924)

⚭ 1878 Katharina Schmidt (1859–1884)
∞ 1888 Franziska Könecke (* 1859)
- Klothilde (* 1865) ⚭ 1896 Rudolf Hertzog († 1898)
- Wolf (1867–1926), Schriftsteller

⚭ 1891 Eva Türk (1869–1943), gesch. 1906
⚭ 1908 Maria-Elisabeth Flössel (* 1864), gesch. 1921
⚭ 1926 Helene Berger (* 1895)
- Isabella (* 1868) ⚭ 1901 Bernhard Roge († 1911)

Schriftstellerisch tätige Geschwister waren Wolf Friedrich Ottomar von Baudissin (1812–1887), Ulrich von Baudissin (1816–1893), Asta Heiberg (1817–1904) und Thekla von Baudissin (1812–1885).
Er wird häufig verwechselt mit seinem fast namensgleichen und fast gleichaltrigen Vetter, dem Landdrosten Adalbert Heinrich Friedrich von Baudissin auf Borstel (1821–1875).

## Werke
- Hüben und Drüben. Lose Blätter aus einem Menschenleben. Hannover, Rümpler 1862
- Geschichte des Schleswig-Holsteinischen Kriegs. Hannover 1862. 751 S. Digitalisat
- Christian VII. und sein Hof. Historischer Roman.  Hannover, Rümpler (o. J.) 1863
- Die Familie Burk. Ihre Thaten, Träume und Gedanken. Aufgezeichnet von A.H.v. Baudissin, in 3 Bänden. Hannover, Rümpler 1863 (Bd. 1, 237 S.; Bd. 2, 226 S.; Bd. 3 o.A.)
- Schleswig-Holsteinische Soldatengeschichten. Hannover, Rümpler 1863. 127 S.
- Philippine Welser oder vor dreihundert Jahren. Histor. Roman. Hannover, Rümpler (o. J.) 1864
- Schleswig-Holstein meerumschlungen. Kriegs- und Friedensbilder aus dem Jahre 1864. Stuttgart, Hallberger 1865. 371 S. (Neudruck. Kiel, Schramm 1978. 371 S.)
- Blicke in die Zukunft der nordfriesischen Inseln und der schleswigschen Festlandküste. Schleswig, Spethmann 1867. 101 S.
- Die gefundene Handschrift oder Ich heiße Scholtz, Lustspiel in einem Aufzug. Schleswig, Taubstummen – Inst., 1867. 34 S.
- Blicke in die Zukunft der nordfriesischen Inseln und der schleswigschen Festlandküste, 2. Ausgabe. Schleswig, Meves 1876. 101 S.